# Discestra corsicola
Discestra corsicola är en fjärilsart som beskrevs av Charles Boursin 1962. Discestra corsicola ingår i släktet Discestra och familjen nattflyn. Inga underarter finns listade i Catalogue of Life.